# Prace Etnograficzne
Prace Etnograficzne  – czasopismo naukowe prezentujące prace i wyniki badań etnologów i antropologów z Polski oraz z zagranicy. Zeszyty Naukowe UJ „Prace Etnograficzne” ukazują się od roku 1963. Od początków wydawnictwo prezentuje dorobek pracowników Katedry Etnografii Słowian i obecnego Instytutu Etnologii i Antropologii Kulturowej. Informuje też o działalności naukowo-organizacyjnej, publikując materiały z sesji i konferencji organizowanych przez jednostkę. 
Redakcja: Marcin Brocki (redaktor naczelny), Patrycja Trzeszczyńska, Zbigniew Libera, Dariusz Czaja, Janusz Barański, Anna Niedźwiedź, Henadzi Semianczuk.